# フロリダタガメ
フロリダタガメ（Benacus griseus）は、コオイムシ科に属するタガメ類の一種。以前は旧タガメ属Lethocerus（現・タイワンタガメ属）の亜属と考えられていたBenacus属の唯一の種である。

## 分布
ニューイングランドから西はオンタリオ州南部を通ってネブラスカ州まで、南はフロリダ州とテキサス州、メキシコのメキシコ湾沿岸に沿ってキューバに至るまで、北アメリカ大陸東部に広く分布する。

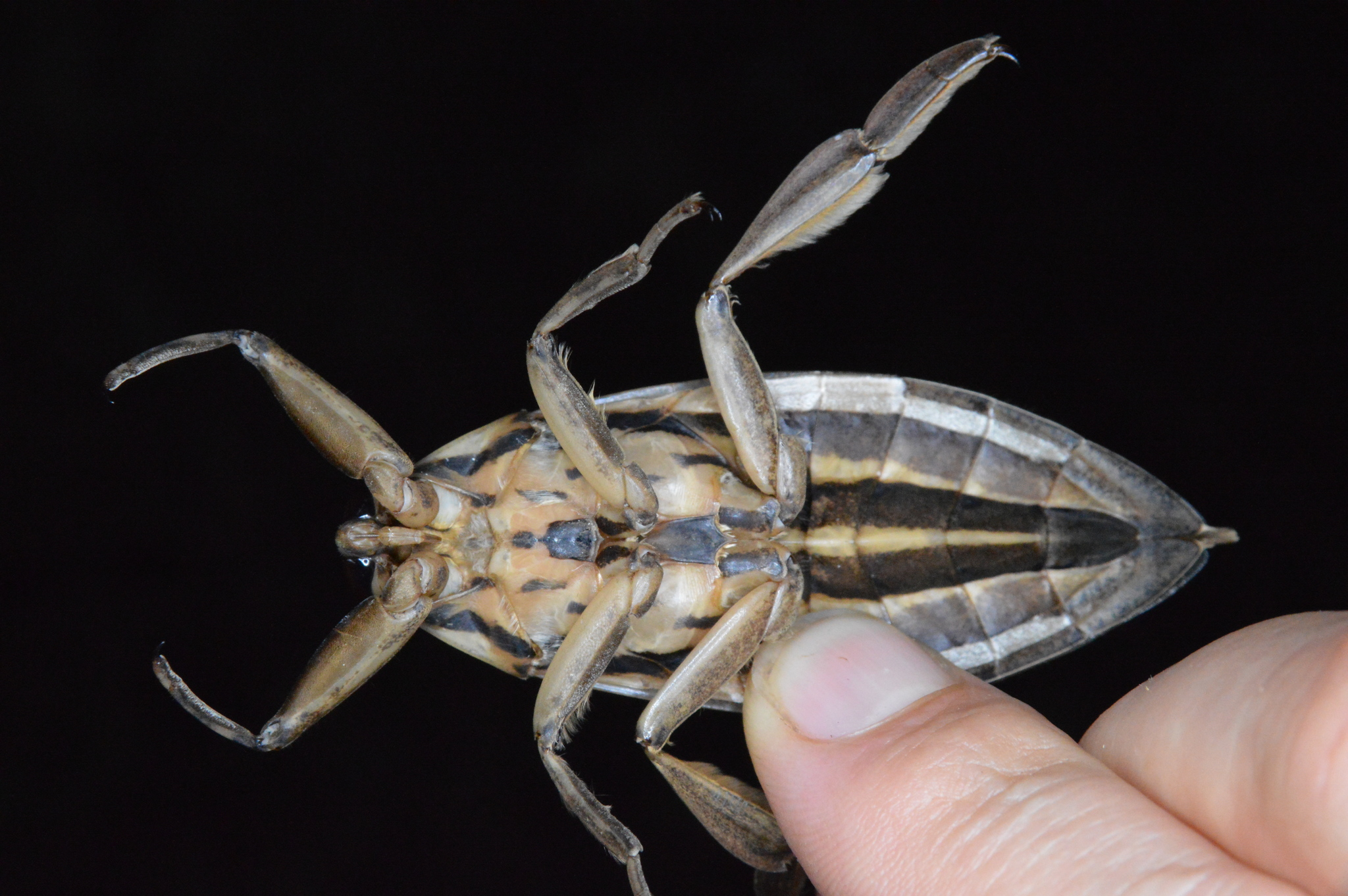
暗い縞模様を示す腹部の写真

## 形態
成虫の体長は 47 - 64 mm に達し、北アメリカ東部で見られる最大の水生昆虫の1つである。前脚に溝が無いという特徴からタイワンタガメ属と区別される。
また、タガメなどと異なる広い後脚と腹部の黒い縞模様も特徴である。